# ワジ・アル・シャーティー県
ワジ・アル・シャーティー県（ワジ・アル・シャーティーけん、アラビア語: وادي الشاطئ、Wādī aš Šāṭi）は、リビア中西部の県。しばしばアッ＝シャーティー県とも呼ばれる。県都はブラーク。県内の大部分は砂漠である。
北でジャバル・アル・ガルビ県と、東でジュフラ県と、南東でサブハー県と、南でワジ・アル・ハヤー県と、南西でガート県と、西でアルジェリアのイリジ県と、北西でナールート県とそれぞれ隣接する。
県名は同名の低地（昔は湖底だった）からとられた。この低地は東のウム・アル＝アビードから西のワンザリクまで、およそ140kmにおよぶ。

## 経済
1943年、ブラクの近くで大規模だが質の低い鉄鉱の堆積性鉱床が発見された。この鉱床は経済性に優れた露天掘りでのみ、採算がとれた。また、同じ地域にマンガン資源も分布している。低地ではアワやキビを産する。

## 過去の行政区画

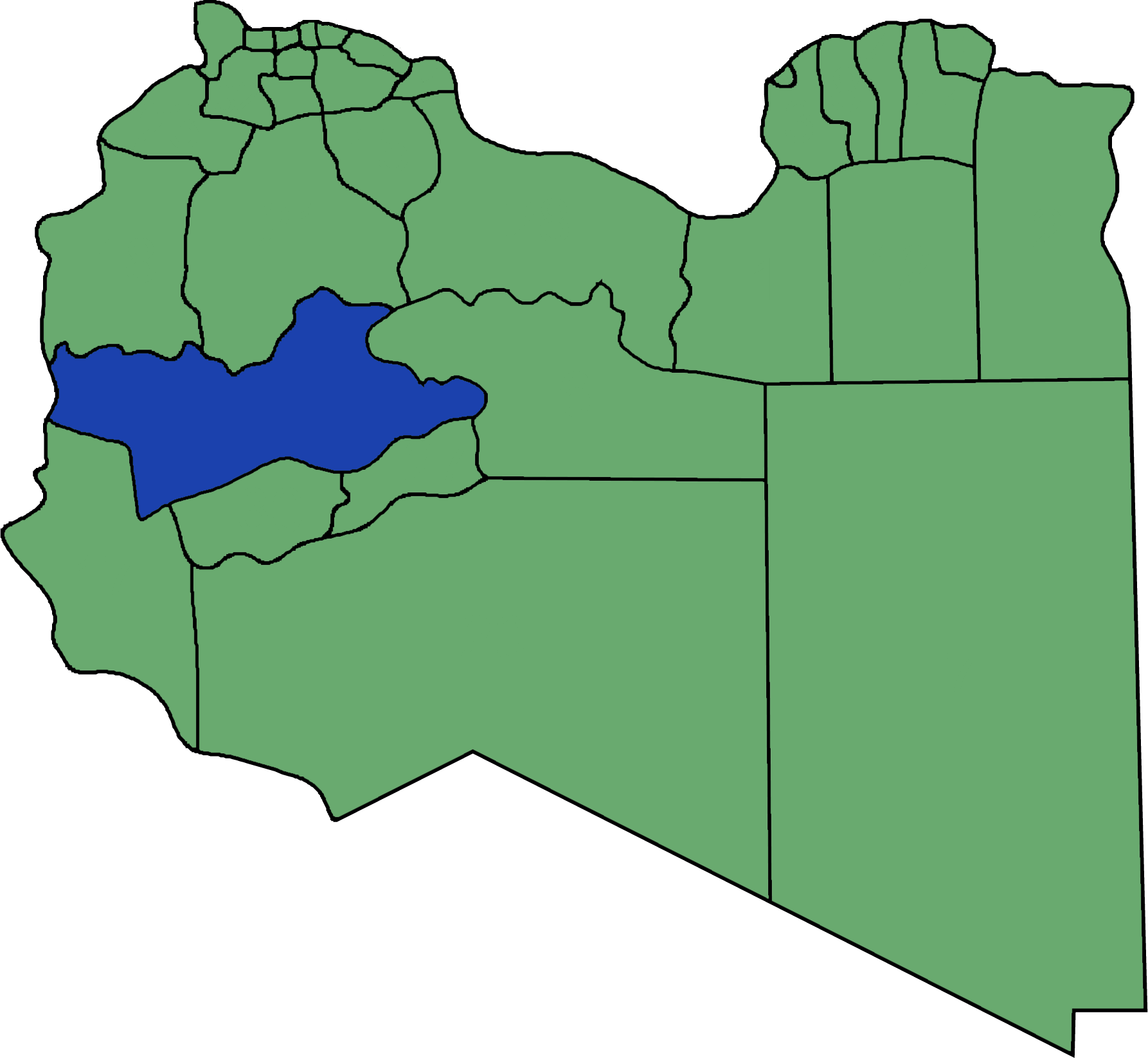
2001年から2007年までの同県